# Astragalus woodruffii
Astragalus woodruffii är en ärtväxtart som beskrevs av Marcus Eugene Jones. Astragalus woodruffii ingår i släktet vedlar, och familjen ärtväxter. Inga underarter finns listade i Catalogue of Life.